# 사망설
사망설(死亡說)은 어떤 인물이 사망했다고 취급하는 가설 또는 소문이다. 일반 사망 기사 오보 외에도 공식적으로 생존하고 있다고 생각되는 인물이 비공식적인 경로로 이미 죽어 있다고 하는 설이 흐를 수 있다. 또한 유명 인사와 똑같은 이름을 가진 다른 사람의 사망이 잘못 전달되는 경우도 종종 있고 때로는 자신의 블로그나 사이트 의 액세스 수의 증가로 인해 악성 루머가 흘러가는 경우도 적지 없다.

## 사망설이 있던 인물
- 폴 매카트니 - 폴 매카트니 사망설 참조
- 김정은 - 2020년 김정은 사망설 논란 참조